# Chiesa di Santa Valpurga (Bruges)
La chiesa di Santa Valpurga, in neerlandese Sint-Walburgakerk è una chiesa storica che sorge nel centro di Bruges, in Belgio.
Venne costruita in stile barocco tra il 1619 e il 1643 come chiesa del Collegio gesuitico, oggi scomparso.

## Storia e descrizione

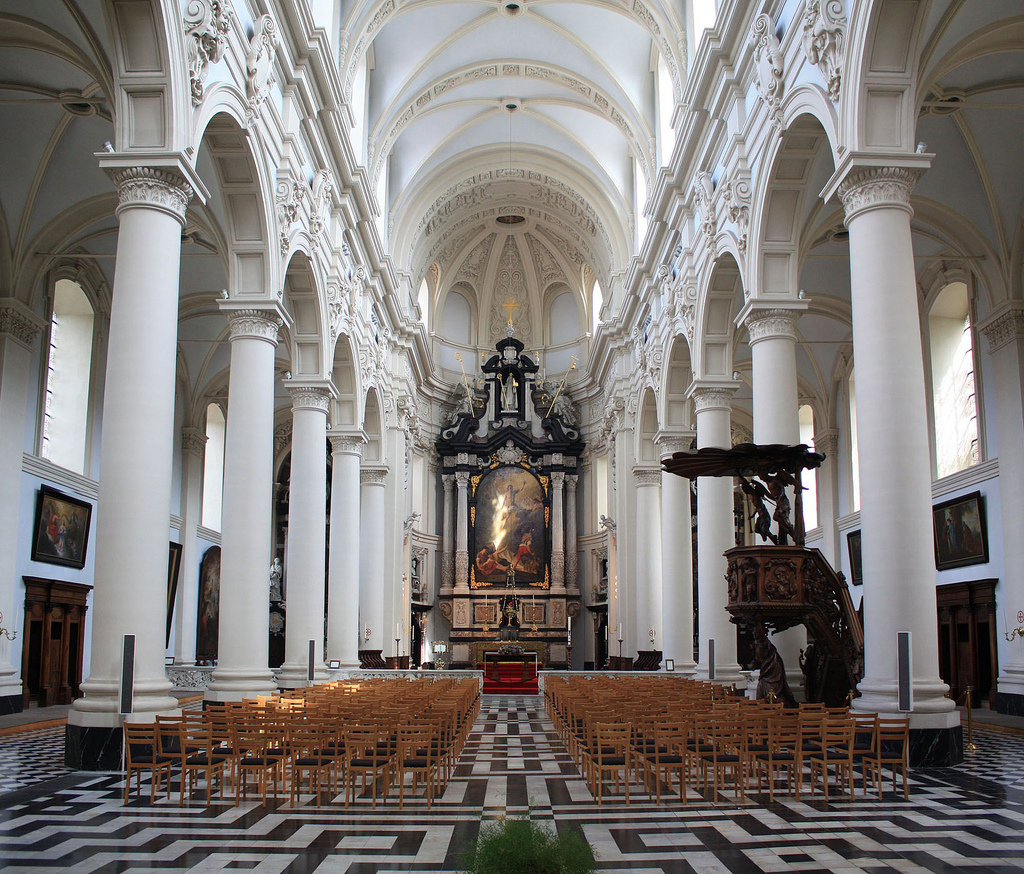
Veduta dell'interno.

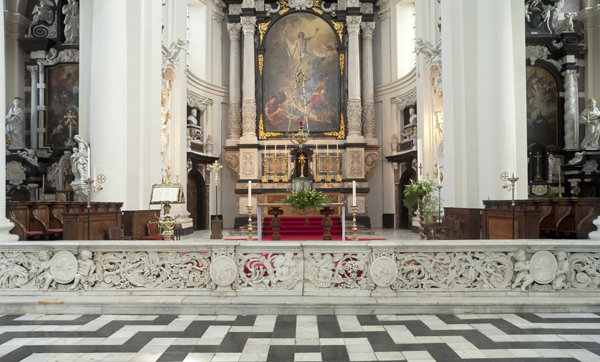
L'Altar maggiore e le balaustre barocche.

In questo luogo sorgeva anticamente una cappella comitale che, secondo la leggenda, venne fondata da santa Valpurga nel 745 mentre si dirigeva, con San Bonifacio, dal Wessex all Turingia.
Nel 1239 venne istituita la parrocchia di Santa Valpurga, e la cappella trasformata in chiesa, che poi sarà ampliata in un edificio a tre navate verso il XV secolo.
I Gesuiti arrivarono a Bruges nel 1570, e approfittando delle mire rinnovatrici del vescovo locale Remi Drieux, aprirono un piccolo collegio nel 1575. Tuttavia le torbide vicende della Guerra degli ottant'anni fomentata dagli iconoclasti e anti-cattolici, spinsero i Gesuiti a lasciare la città nel 1578 alla volta di Saint-Omer.
Nel 1584, con l'intervento di Alessandro Farnese, il potere spagnolo-cattolico venne solidamente ristabilito, e i Gesuiti fecero ritorno dall'esilio. Ampliarono il collegio e decisero di costruirvi una chiesa.
Fu il locale padre gesuita Pieter Huyssens, costruttore e architetto, che fu incaricato alla costruzione dell'edificio. Grande maestro del Barocco nei Paesi Bassi meridionali, Huyssens si era già distinto nella costruzione delle chiese gesuitiche di Anversa (Sant'Ignazio, oggi Chiesa di San Carlo Borromeo, del 1615-21) e di Namur (Sant'Ignazio, oggi Chiesa di San Lupo, del 1621-45). Presentò un progetto grandioso i quali costi elevati ritardarono notevolmente il cantiere, tanto che iniziata nel 1619, venne terminata solo nel 1643, e restò incompleta della torre, come a Namur, per mancanza di fondi.
La chiesa venne dedicata a san Francesco Saverio, gesuita recentemente canonizzato (1622), e restò al servizio delle attività pastorali ed educative del collegio gesuitico di Bruges fino alla soppressione dell'Ordine nel 1773.
I Gesuiti furono allora espulsi e la chiesa venne chiusa e abbandonata. Nel 1777 l'edificio venne riaperto come chiesa parrocchiale di santa Valpurga, riprendendo il nome della chiesa vicina, ormai vetusta e in rovina, che fu demolita nel 1781.
Niente fu cambiato, tanto che ancora oggi conserva sulla facciata la statua di san Francesco Saverio e il monogramma IHS.
Nel 1794, durante la Rivoluzione francese, anche questa chiesa, come le altre cittadine, venne chiusa. Trasformata dai governatori in Tempio della Ragione, sfuggì alla vendita e all'eventuale distruzione.
Dopo la conclusione del Concordato, nel 1802 la chiesa fu restituita al culto.

## Arredi e opere d'arte

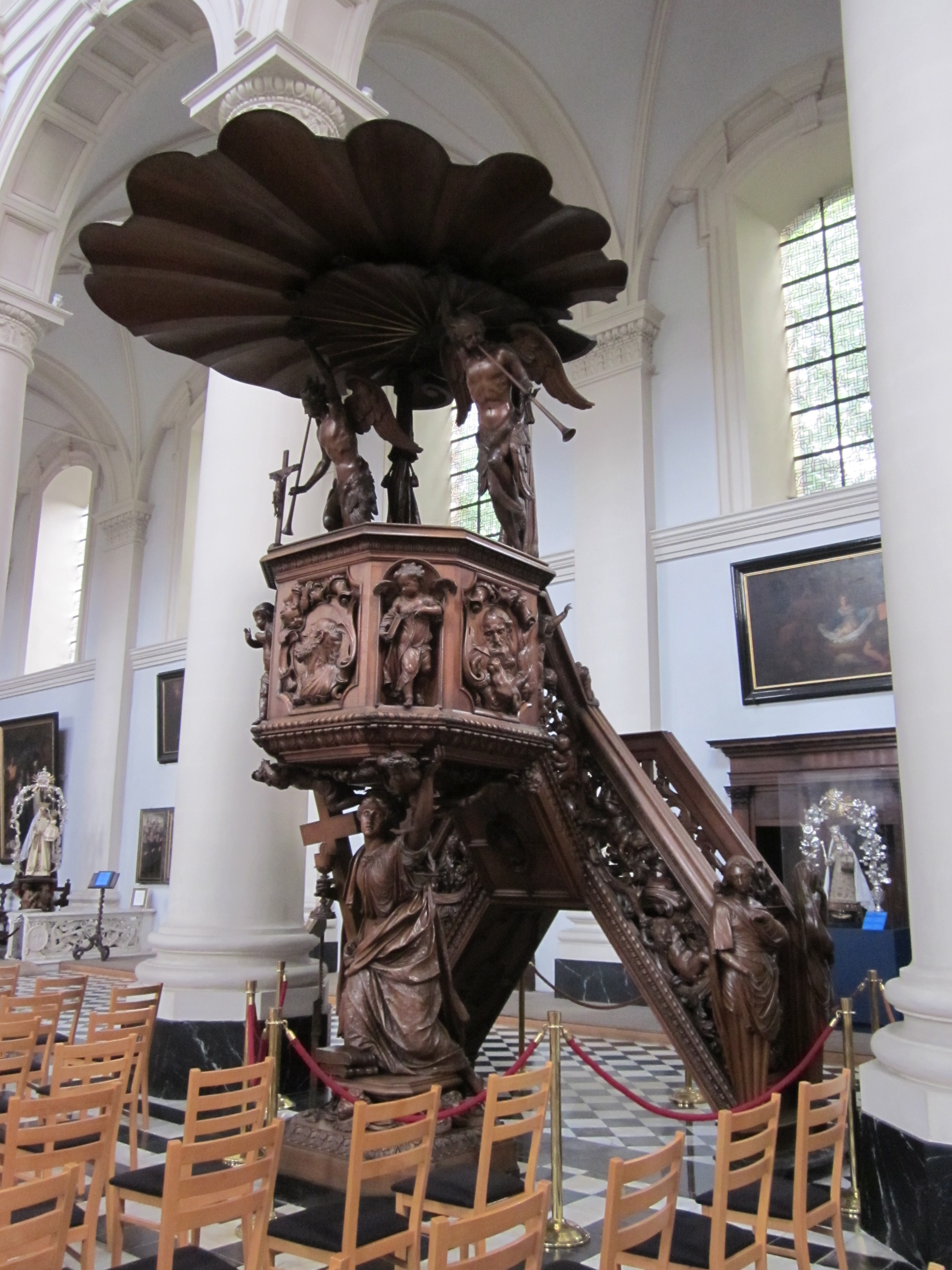
Il pulpito.

- Trittico di Nostra Signora dell'Albero Secco, di Peter Claeyssens il Giovane, 1620[1].
- Altare maggiore, in marmo, di Pieter Verbruggen il Vecchio e Jacob Cockx,1643.
- Pala della Resurrezione di Cristo, all'altar maggiore, di Joseph-Benoît Suvée,1783.
- Altari laterali della Madonna e San Rocco, scolpiti in marmo da Pieter Verbruggen il Vecchio.
- Balaustre marmoree, dello scultore anversese Hendrik Frans Verbruggen, 1695.
- Pulpito, in rovere di Artus Quellinus il Giovane, 1667-1670.
- Confessionali del 1802.
- Organo di Corneille Cacheux, 1735.